# Boechout
 Boechout é um município da Bélgica localizado no distrito de Antuérpia, província de Antuérpia, região da Flandres.